# West Glacier (Montana)
West Glacier es un lugar designado por el censo ubicado en el condado de Flathead en el estado estadounidense de Montana. En el Censo de 2010 tenía una población de 227 habitantes y una densidad poblacional de 20,77 personas por km².La sede del parque nacional de los Glaciares se encuentra en dicha área. 

## Geografía
West Glacier se encuentra ubicado en las coordenadas 48°29′38″N 113°59′45″O / 48.49389, -113.99583. Según la Oficina del Censo de los Estados Unidos, West Glacier tiene una superficie total de 10.93 km², de la cual 10.74 km² corresponden a tierra firme y (1.73%) 0.19 km² es agua.

## Demografía
Según el censo de 2010, había 227 personas residiendo en West Glacier. La densidad de población era de 20,77 hab./km². De los 227 habitantes, West Glacier estaba compuesto por el 99.56% blancos, el 0% eran afroamericanos, el 0% eran amerindios, el 0% eran asiáticos, el 0% eran isleños del Pacífico, el 0% eran de otras razas y el 0.44% pertenecían a dos o más razas. Del total de la población el 0% eran hispanos o latinos de cualquier raza.